# Saint-Jean-de-la-Blaquière
Saint-Jean-de-la-Blaquière è un comune francese di 552 abitanti situato nel dipartimento dell'Hérault nella regione dell'Occitania.

## Società

### Evoluzione demografica
Abitanti censiti